# Велики Равен
Велики Равен је насељено место у саставу града Крижеваца у Копривничко-крижевачкој жупанији, Република Хрватска.

## Историја
До територијалне реорганизације у Хрватској налазио се у саставу бивше велике општине Крижевци.

## Становништво
На попису становништва 2011. године, Велики Равен је имао 219 становника.

## Попис1991.
На попису становништва 1991. године, насељено место Велики Равен је имало 296 становника, следећег националног састава:
| Попис 1991.‍  | Попис 1991.‍  | Попис 1991.‍ | Попис 1991.‍ | Попис 1991.‍ |
| ------------ | ------------ | ----------- | ----------- | ----------- |
|              |              |             |             |             |
| Хрвати       | Хрвати       |             | 280         | 94,59%      |
| Југословени  | Југословени  |             | 13          | 4,39%       |
| Италијани    | Италијани    |             | 1           | 0,33%       |
| неопредељени | неопредељени |             | 1           | 0,33%       |
| непознато    | непознато    |             | 1           | 0,33%       |
| укупно: 296  |              |             |             |             |